# Alain Zenner
Alain Zenner, né le 20 février 1946 à Gand, est avocat au barreau de Bruxelles et un ancien homme politique belge. Il s’est essentiellement consacré ces dernières années à l’écriture.

## Biographie
Il est diplômé docteur en droit de l'Université de Gand (1969) Master of Comparative Law de la Chicago University Law School (1969) et post-gradué en management de la Solvay Brussels School of Economics and Management (à l’époque l’École de commerce Solvay – Cepac) (1984),. 
Il commence sa carrière professionnelle à Paris (1968-1973) comme collaborateur du célèbre avocat international Samuel Pisar, s’y spécialisant en droit économique et commercial,, et exerce pour partie simultanément son service militaire qu’il termine comme sous-lieutenant de la Force aérienne (1972-1973).
Il prête serment comme avocat au barreau de Bruxelles le 25 octobre 1972 sous le patronat de Me Jean Van Ryn, bâtonnier de la Cour de cassation, et est inscrit au tableau de l’Ordre le 28 octobre 1975.
Il crée ensuite son propre cabinet d’avocat le 1er septembre 1973, exerce parallèlement comme curateur du tribunal de commerce de Bruxelles entre 1979 et 1985 et enseigne le droit commercial comme assistant à l’ULB de 1985 à 1989. Il est l’auteur de nombreuses contributions publiées par des revues juridiques.
S’étant spécialisé dans les cessions, acquisitions et restructurations d’entreprises, il s’illustre plus particulièrement en 1997 à la tête du collège des curateurs des Forges de Clabecq (une usine sidérurgique située à 20 kilomètres de Bruxelles) en parvenant, en la cédant au groupe Duferco, à assurer la restructuration et la relance de l’entreprise après son dépôt de bilan au tribunal de commerce de Nivelles et une confrontation demeurée célèbre avec Roberto D'Orazio, leader de la délégation du syndicat socialiste de la FGTB se posant en héros du combat ouvrier contre la fermeture des usines avec l’appui du Parti du travail de Belgique. On le retrouvera ensuite notamment comme administrateur judiciaire du club de football Mouscron, de Brink’s, et d’Opel-Mabille Bruxelles.
Il est l’auteur de deux propositions de loi majeures dont s’inspireront largement la réforme du régime de la faillite et du concordat judiciaire de 1997 et le régime de la réorganisation judiciaire instauré en 2009, à savoir la proposition de loi portant réforme du droit de la faillite, déposée en 1985 au Sénat par Roger Lallemand et à la Chambre par Robert Collignon, et la proposition de loi sur le concordat de réorganisation, déposée en 1993 au Conseil de la Région de Bruxelles-Capitale par ses soins, à la Chambre par Jean Gol et Jacques Simonet, et au Sénat par Hervé Hasquin et Eric van Weddinghen
Parallèlement au barreau il s’engage dans la vie politique. Il est chef de cabinet du ministre de l’Économie wallonne du 21 janvier 1986 au 3 février 1988. Il est conseiller communal et chef du groupe du Parti réformateur libéral à Uccle de 1989 à 1998. Il est député au Parlement de la Région de Bruxelles-Capitale de 1991 à 2009 et sénateur de communauté de 1999 à 2000 et de 2003 à 2004. Il est chef de cabinet du président du PRL Daniel Ducarme et contribue à sa mutation en  Mouvement réformateur en 1999-2000. D’octobre 2000 à juillet 2003 il exerce les fonctions de secrétaire d’État adjoint au ministre des Finances (avec le titre de commissaire chargé de la simplification fiscale et de la lutte contre la grande fraude fiscale) et de secrétaire d’État à l’Énergie et au Développement durable.
En 2004 il reprend ses activités professionnelles d’avocat en rejoignant le cabinet international Freshfields Bruckhaus Deringer et poursuit, au fil de conférences, de journées d’études, de colloques et de publications, son enseignement sur le droit de l’insolvabilité. Outre d’autres nombreux ouvrages, deux importants traités se remarquent particulièrement. À la suite de la réforme de la faillite et du concordat de 1997 a paru Dépistage, faillites & concordats, couronné en 1999 par le prix Jean Bastin attribué par un jury présidé par le baron Jean Godeaux, ancien gouverneur de la Banque nationale. Puis, à la suite de la réforme du droit de l’insolvabilité de 2017, il a publié son Traité du droit de l’insolvabilité, qualifié par les spécialistes de « bible juridique incontournable ». Il a aussi siégé jusque 2019 au sein du Collège de Résolution de la Banque nationale à la suite de sa création en 2015.
À la faveur du grand confinement de mars 2020, Alain Zenner a changé de registre, en se consacrant à la rédaction d’un Dictionnaire ludique et érudit du Confinement et il a annoncé vouloir poursuivre dans cette veine. Cet ouvrage a été publié aux éditions Luc Pire – La Renaissance du Livre en novembre 2020
Fin mars 2022 a été publié aux éditions Altura Les Secrets de Knokke-Le Zoute – Dictionnaire ludique et érudit. Compte tenu du succès rencontré par l’ouvrage, une deuxième édition illustrée a paru en juin 2023 aux éditons La Muette-Le Bord de L’Eau. Une version en néerlandais, De Geheimen van Knokke-Heist – Een erudiet en ludiek woordenboek, a été publiée en mai 2023 par les éditions Fill in The Blanks.
La Côte belge de Knokke à La Panne – Guide ludique et érudit, son dernier livre, a été publié aux éditions Altura en octobre 2024. Une version en néerlandais, De Belgische Kust van Knokke naar De Panne – Een erudiete en ludieke gids, a été publiée par les éditions Fill in The Blanks en mai 2025.

## Décorations
- Officier de l'ordre de Léopold  (2005) [26]
- Commandeur de l'ordre de Léopold II (2009)[27]